# Trishul (Schiff)
Die Trishul (Sanskrit त्रिशूल, Kennung: F43) ist eine Fregatte der Talwar-Klasse der indischen Marine, die seit 2003 in Dienst steht.